# Dereham
Dereham (auch East Dereham) ist eine an der A47 road gelegene britische Gemeinde in der Grafschaft Norfolk, Verwaltungssitz des Districts Breckland in England, Region East of England.
In East Dereham befindet sich St. Withburga's Well. Sie entsprang im Grab der Heiligen, als man deren Körper nach Ely umbettete, um die Einwohner für ihren Verlust zu entschädigen.

## Sehenswürdigkeiten
Dereham hat einen Bahnhof an der Mid-Norfolk Railway.

## Partnerstädte
- Caudebec-lès-Elbeuf in Frankreich
- Rüthen in Deutschland

## Söhne und Töchter der Gemeinde
- Simon Sudbury (um 1316 – 1381), Bischof von London, Erzbischof von Canterbury und Kanzler
- William Hyde Wollaston (1766–1828), Arzt, Physiker und Chemiker
- Thomas Eastoe Abbott (1786–1854), Dichter
- George Borrow (1803–1881), Schriftsteller, Reisender und Philologe
- Ken Thorne (1924–2014), Komponist für Filmmusik
- Brian Aldiss (1925–2017), Science-Fiction-Autor
- Beth Orton (* 1970), Musikerin und Sängerin
- Andrew Marshall (* 1973), Profigolfer
- Todd Cantwell (* 1998), Fußballspieler